# Мартыненко, Пётр Фёдорович
Мартыненко Пётр Фёдорович (26 января 1936, село Осевцы Брусиловский район Житомирской области — 14 июля 2013) — известный украинский юрист-компаративист, специалист по публичному праву, сравнительному конституционному праву и международному праву.
Кандидат юридических наук (1965), профессор (1993);
заслуженный юрист Украины, член Конституционной Ассамблеи (с 5. 2012), декан юридического факультета Международного Соломонового университета, профессор Дипломатической академии Украины при МИД Украины, Киевского национального университета имени Тараса Шевченко и Национального университета «Киево-Могилянская академия»; председатель Ассоциации судей Конституционного Суда Украины.

## Биография
Мартыненко Пётр Фёдорович по происхождению украинец, родители Фёдор Владимирович (1891—1985) и Пелагея Павловна (1912—1995) — колхозники;
жена Алла Мустафиевна, сын Александр (1961).
Закончил Саратовский юридический институт (1958—1962) по специальности «Правоведение».
В 1965 году защитил кандидатскую диссертацию «Конституция ЧССР 1960 года — новый этап в развитии Чехословакии (отдельные вопросы теории и практики)».
1954—1955 — помощник тракториста строительного треста № 88, город Нижний Тагил.
1955—1958 — служба на Черноморском флоте.
1958—1962 — студент, 1962—1963 — преподаватель кафедры государственного и международного права Саратовского юридического института имени Курского.
1963—1965 — аспирант, 1965—1971 — преподаватель, старший преподаватель, доцент кафедры международного права и иностранного законодательства Киевского университета имени Тараса Шевченко.
1971—1976 — доцент публичного права Центрально-Африканского университета, город Банги, Центрально-Африканская Республика.
1976—1992 — доцент кафедры международного права и сравнительного законодательства, профессор факультета международных отношений и международного права, заместитель директора Киевского института международных отношений, 1992—1996 заведующий кафедрой сравнительного правоведения Киевского университета Тараса Шевченко.
1990—1996 — главный научный консультант Секретариата Верховного Совета Украины.
04.-10.1992 — член Коллегии по вопросам правовой политики Государственной думы Украины.
Судья Конституционного Суда Украины (18.10.1996-17.02.2001; назначен по квоте от Президента Украины, 27.09.1996).
Мартыненко являлся членом следующих организаций:
Ассоциации международного права Украины (с 1992 года),
Общества конституционного права (с 1996),
Международной ассоциации конституционного права (с 1999).
1993—1996 — заместитель Представителя Украины в Европейской Комиссии «За демократию через право»;
член Национальной комиссии по укреплению демократии и утверждения верховенства права (с 08.2005);
член Национального совета по вопросам государственного управления и местного самоуправления (с 05.2006);
заместитель члена Европейской Комиссии «За демократию через право» (Венецианской комиссии) (02.-03.2010).
Принимал участие при разработке Закона "О языках в УССР 1989 года.
Член рабочей группы по вопросам разработки проекта "Декларации о государственном суверенитете Украины 1990 года, Государственной комиссии по разработке проекта Конституции Украины (1991—1996), Государственной межведомственной комиссии по вопросам вступления Украины в Совет Европы 1993—1995.
В качестве эксперта МИД Украины, принимал участие в разработке «Европейской конвенции по вопросам гражданства» и «Европейской хартии региональных и миноритарных языков», которые разрабатывались в Совете Европы.
Проводил экспертизу проектов базовых документов СНГ.
Профессор Мартыненко подготовил 15 кандидатов наук.
Являлся автором более 160 научных работ, среди них:
Профессор Мартыненко являлся одним из наиболее крупных советско-украинских учёных компаративистов, работавших в Киеве. Автор ряда работ по сравнительному правоведению и международному праву, часть из которых написал на иностранных языках.
«К вопросу о применении некоторых философских категорий при изучении Конституции» (1965),
«K normativno-pravnej povahe ustavnych noriem a ich forme» (1968),
«Социология международных отношений» (1969),
«Федерализм и внешние сношения в конституционном праве США» (1970),
«Міжнародне право» (1971, підручник; співав.),
«Cours de Droit international public» (1974, навч. посібник),
«Precis de Droit administratif francais» (1975, навч. посібник),
«Les extraits des textes constitutionnels relatifs aux Affaires Etrangeres (les modeles compares)» (1975),
«Международное сотрудничество государств в области прав человека» (1987, співав.),
«Сравнительное конституционное право» (1987),
«Эволюция современного буржуазного государства и права» (1991, співав.),
«Юридична наука та освіта на Україні» (1992, співав.),
«Constitutional Justice and Democracy by Referendum» (1996, співав.),
«Коментар до Конституції України» (1996, 1998, співав.)
Владел французским, чешским и английским языками.
Хобби: спорт, информатика, приключенческая литература.
Являлся Заслуженным юристом Украины (1998)
Орден «За заслуги» III (1996), II (2001) степени